# 붉은 머리 연맹
《붉은 머리 연맹》(The Red-Headed League)은 스트랜드에 실렸던 아서 코난 도일의 셜록 홈즈의 56개의 단편 중의 하나이다. 이 작품은 뒷날 셜록 홈즈의 모험이란 단편집에 실렸으며 아서 코난 도일은 자신이 좋아하는 추리 소설 중에 2번째로 뽑고 있으며 대부분의 가장 좋아하는 셜록 홈즈 단편에서도 항상 상위권을 차지한다.

## 주요 인물
- 제베즈 윌슨 - 런던의 어느 전당포를 운영하고 있다. 우연히 붉은 머리 연맹 사건에 휘말려 홈즈에게 수사를 부탁한다.

- 빈센트 스폴딩 / 존 클레이 - 영국 최고의 악당. 빈센트 스폴딩이라는 가명을 써서 제베즈 윌슨을 속인다. 결국에는 홈즈에게 붙잡힌다.

- 아치 / 던컨 로스 - 존 클레이와 함께 작전을 펼치는 또 한명의 악당. 던컨 로스 말고도 윌리엄 모리스라는 가명도 썼다.

## 줄거리

### 의문의 붉은 머리 연맹

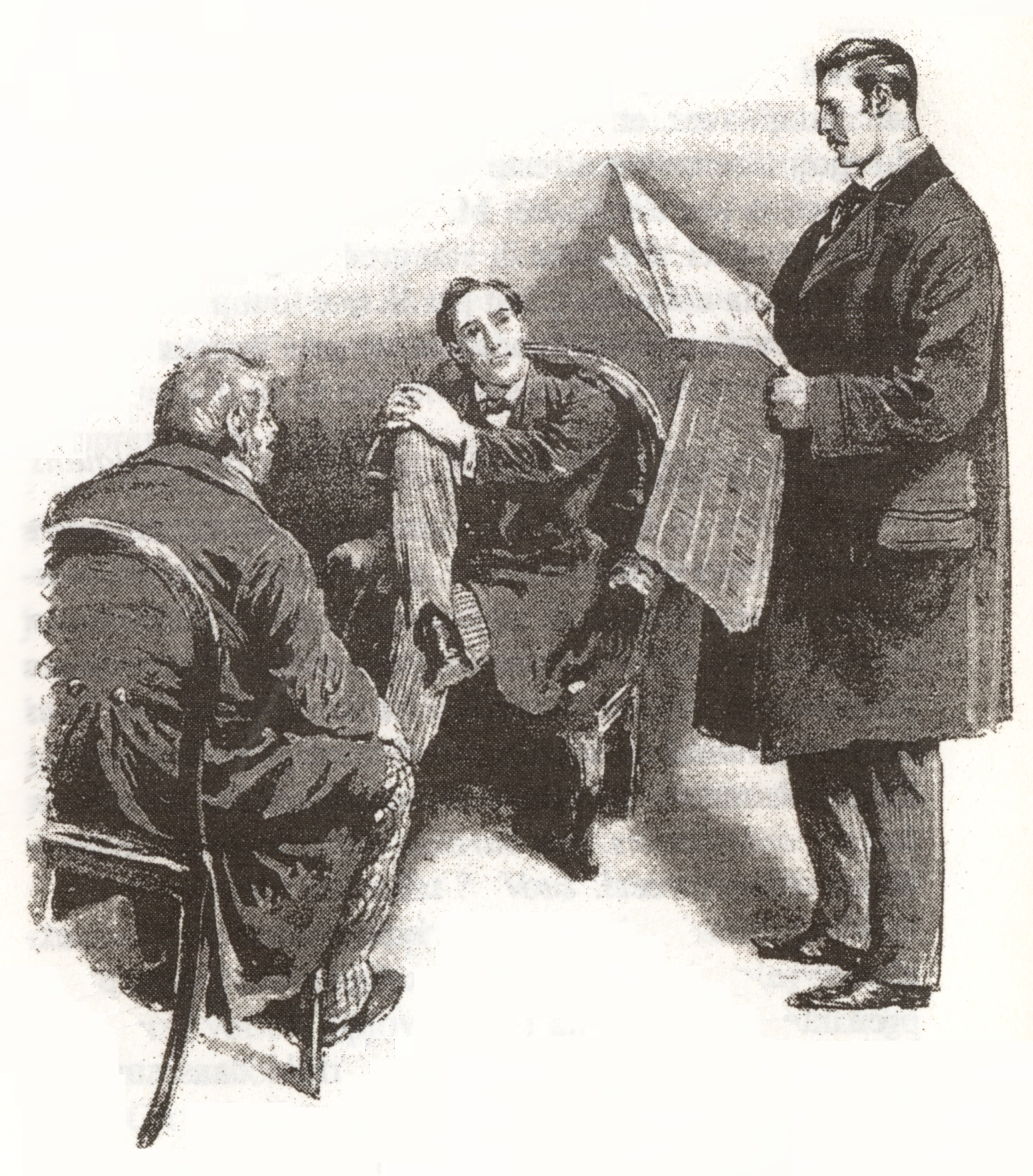
왓슨이 홈즈와 윌슨에게 뉴스를 읽어주고 있다.

1890년 붉은 머리를 가진 자베르 윌슨이라는 런던의 사업가가 홈즈와 왓슨에게 사건 의뢰차 방문한다. 그는 몇 주전에 고용한 젊은 조수 빈센트 스폴딩이 신문광고에 대해 적극 권유를 했는데 그 광고내용은 붉은 머리 남자를 뽑는다는 내용이었다. 다음날 아침 윌슨은 인터뷰를 하고 많은 붉은 머리 사람들중 유일하게 고용된다. 윌슨의 머리색상이 붉은 머리 연맹에 꼭 부합된다는 이유였다.
윌슨의 전당포 일은 주로 저녁에 바쁘기 때문에 주당 4 파운드의 보수, 단순한 사무일은 꽤 괜찮은 일자리였다. 수 주후 어느 날 사무실 문에 "붉은 머리 연맹은 해체되었음."이라는 안내문이 걸려있고 사무실은 폐쇄되고 만다.
윌슨은 건물주에게 가서 붉은 머리 연맹을 만든 던컨 로스에 대해 물어 새로 이사간 주소를 알아내지만, 그 주소는 무릎 보호대 공장이었다. 윌슨은 주당 4 파운드의 일자리를 잃은 것에 대해 매우 애석해한다.
홈즈와 왓슨은 기묘한 사건을 듣고 웃지만 홈즈는 윌슨에게 월요일까지 사건을 해결하겠다고 말한다. 윌슨이 돌아간 후, 홈즈는 스폴딩을 만나보고 그의 바지 무릎이 더러운 것을 확인한다. 또 홈즈는 전당포 앞의 도로를 지팡이로 두드려본다. 사건 해결을 위해 경시청의 존스 경감과 전당포 옆 건물의 은행장 메리웨더를 부른다.

### 존 클레이의 체포
은행의 지하금고에 숨은 4명은 은행 강도인 존 클레이와 아치를 붙잡는다. 스폴딩과 로스라는 가명을 사용해 전당포 옆의 은행 지하금고까지 땅굴을 파기위해 그들은 '붉은 머리 연맹'을 생각해내고 전당포에서 윌슨을 끌어낸다.
베이커가로 돌아와서 홈즈는 왓슨에게 이 사건의 해결과정을 설명해준다.

## 오류
이 작품 속에는 날짜 상의 오류가 존재한다. 윌슨이 신문을 보았을 때가 1890년 4월 27일이고 그는 8주 동안 브리태니커 백과사전을 배끼는 일을 맡았다. 그래서 왓슨은 "두 달 전이군."이라고 말하였다. 그렇다면 사건은 6월 중에 종료되었어야 마땅하지만 붉은 머리 연맹의 해체일은 1890년 10월 9일이다. 광고 날짜의 일관성을 생각하자면 10월 날짜가 틀린 것이다.